# 4390 Madreteresa
A 4390 Madreteresa (ideiglenes jelöléssel 1976 GO8) a Naprendszer kisbolygóövében található aszteroida. Félix Aguilar Obszervatórium fedezte fel 1976. április 5-én.